# NGC 7691
NGC 7691 é uma galáxia espiral barrada (SBbc) localizada na direcção da constelação de Pegasus. Possui uma declinação de +15° 50' 56" e uma ascensão recta de 23 horas, 32 minutos e 24,6 segundos.
A galáxia NGC 7691 foi descoberta em 16 de Outubro de 1784 por William Herschel.